# 114 v. Chr.
Portal Geschichte | Portal Biografien | Aktuelle Ereignisse | Jahreskalender | Tagesartikel

◄ |
3. Jahrhundert v. Chr. |
2. Jahrhundert v. Chr. |
1. Jahrhundert v. Chr. |
►

◄ | 130er v. Chr. | 120er v. Chr. | 110er v. Chr. | 100er v. Chr. |
90er v. Chr. |
►

◄◄ | ◄ | 117 v. Chr. | 116 v. Chr. | 115 v. Chr. | 114 v. Chr. |
113 v. Chr. |
112 v. Chr. |
111 v. Chr. |
► |
►►
Staatsoberhäupter

## Ereignisse
- Die Parther erobern zum ersten Mal die Stadt Dura Europos, die bis dahin Teil des Seleukidenreiches war.

## Geboren
- Quintus Hortensius Hortalus, römischer Politiker († 50 v. Chr.)

## Gestorben
- Zhang Qian, chinesischer Entdecker und Gesandter (* 195 v. Chr.)